# Всеобщее избирательное право
Всео́бщее избира́тельное пра́во — принцип избирательного права, в соответствии с которым все граждане страны независимо от пола, расы, национальности, языка, происхождения, имущественного и должностного положения, места жительства, отношения к религии, убеждений, но достигшие совершеннолетия, вправе избирать органы государственной власти и местного самоуправления. В отдельных случаях подразумевает предоставление избирательного права детям и негражданам. Хотя избирательное право как таковое имеет два компонента — право избирать и право быть избранным — термин «всеобщее избирательное право» имеет отношение только к праву голосовать.

## История
Исторически «всеобщность» подразумевала право всех мужчин голосовать.  Первой страной, гарантирующей избирательное право и женщинам стал штат Нью-Джерси по Конституции 1790 года входящий в Соединенные Штаты Америки после американской  революции 1776 года, создавшей первую с современной истории страну с избираемым президентом и равными правами всех граждан. 
Первая французская республика стала первой страной, гарантировавшей всем мужчинам избирательное право в 1792 году; она же первой уничтожила все имущественные требования к голосующим. Греция дала всем работающим мужчинам старше 25 лет право голосовать в 1829 году; безработные получили право голосовать в 1877 году. Франция и Швейцария дали всем совершеннолетним мужчинам право голоса после революций 1848 годов; в Германской империи это произошло в 1871 году; 15-я поправка к конституции США, принятая в 1870 году, де-юре провозглашала всеобщее избирательное право, однако на юге страны фактически ограничения были сняты только в 1965 году Законом о голосовании.
Первой страной, предоставившей всем совершеннолетним гражданам и гражданкам право голоса, стала в 1893 году Новая Зеландия. Россия стала второй страной со всеобщим избирательным правом, которое появилось в ней в результате Февральской революции 1917 года. В большинстве стран всеобщее избирательное право появилось примерно через поколение после аналогичного закона, не разрешающего голосовать женщинам. Известные исключения в Европе — Франция (женщины смогли голосовать в 1945), Италия (1945), Бельгия (1948), Греция (1952), Швейцария (1971). Многие страны, поздно давшие право голоса женщинам, были одними из первых, давших всеобщее право на голосование мужчинам.
В первых современных демократиях голосовать можно было только подтвердив наличие определённого имущества или суммы денег, в результате чего голосовать могли лишь немногие богатые мужчины. Кроме того, встречались ограничения религиозного и расового характера. Колониальные правительства зачастую запрещали голосовать жителям колоний.
В XIX веке в Европе и Северной Америке существовали движения за всеобщее избирательное право (для мужчин), в них вступали сторонники классического либерализма и социал-демократии. Буквальное толкование «всеобщего избирательного права» означает, что все жители государства имеют право голосовать. Однако во всех странах имеется ограничение на право голоса: необходимо достижение возраста голосования (обычно это совершеннолетие). Иногда голосовать запрещено также заключённым и лицам, признанным психически больными. Кроме того, в нескольких странах, включая Саудовскую Аравию, избирательное право предоставлено всем мужчинам, но женщины им не обладают.
Первые шаги к всеобщему избирательному праву начались в первой половине XIX века, в основном они касались искоренения имущественного ценза. После Гражданской войны в США освобождённым совершеннолетним рабам мужского пола было позволено участвовать в выборах (хотя несколько штатов затем наложили на голосующих ограничения). В конце XIX — начале XX века движение за всеобщее избирательное право сфокусировалось на предоставлении права голосовать женщинам.
Юридический процесс принятия всеобщего избирательного права в нескольких странах был прерван или отсрочен из-за Первой мировой войны.

## Поражение в правах
Во всех штатах США, кроме Мэна и Вермонта, имеются ограничения для голосования заключённых и прошедших заключение. Многие штаты ранее отстраняли от голосования нищих.
Некоторые страны ограничивают возможность голосования граждан, проживающих за границей: не голосуют датчане, прожившие за пределами страны два года, британские граждане могут голосовать на выборах в парламент только если они последние 15 лет проживают внутри страны. Несколько государств ограничивают в голосовании военных и полицию, примером может служить Кувейт.

## Критика всеобщего избирательного права
Вопрос о всеобщем избирательном праве без имущественного ценза был поднят ещё левеллерами во время Английской революции. Обсуждению этого вопроса была посвящена армейская конференция в Патни осенью 1647 года, в ходе которой вождями революции было высказано опасение, что не имеющее собственности большинство населения примет законы, разоряющие собственников, в результате предложение об отмене имущественного ценза в то время было отвергнуто.
В XX и XXI веке вновь возникла критика всеобщего права голоса. Причиной отрицательного отношения ко всеобщему избирательному праву может являться «демократический пессимизм», то есть вера в то, что избиратели из-за глупости, невежества или по причине индифферентности не способны выбрать лучших кандидатов. Вернулась также критика всеобщего избирательного права из опасений его угрозы предпринимательским свободам и правам собственности. Существует также религиозная критика всеобщего права голоса.

## См.также
- Активное избирательное право
- Пассивное избирательное право